# Moraya Wilson
Moraya Wilson (sinh ngày 10 tháng 9 năm 2001) là người mẫu và hoa hậu Australia từng đăng quang Hoa hậu Hoàn vũ Úc 2023. Cô đại diện cho Úc tại cuộc thi Hoa hậu Hoàn vũ 2023 ở El Salvador và dành ngôi vị Á hậu 2.

## Tiểu sử
Wilson sinh ngày 10 tháng 9 năm 2001 tại Melbourne. Cô bắt đầu làm việc tại Trường Ngữ pháp Caulfield với tư cách là huấn luyện viên thể thao ở ba môn là điền kinh, chạy việt dã và thể thao trên tuyết. Wilson sẽ tốt nghiệp Đại học RMIT với bằng cử nhân tiếp thị kinh doanh.

## Cuộc thi sắc đẹp

### Hoa hậu Hoàn vũ Úc 2023
Vào ngày 1 tháng 9 năm 2023, Wilson thi đấu với 23 thí sinh khác vào chung kết Hoa hậu Hoàn vũ Úc 2023 tại Sofitel Melbourne trên Collins ở Melbourne, nơi cô giành được danh hiệu và được kế vị bởi Monique Riley. Vào ngày 18 tháng 11 năm 2023, cô sẽ đại diện cho Úc tại Hoa hậu Hoàn vũ 2023 ở San Salvador, El Salvador.